# Diligencia procesal
La diligencia es, en Derecho procesal, un procedimiento mediante el cual un funcionario competente lleva a cabo un acto procesal trascendental y de gran sustanciación dentro de una litis, es asentado a través de una acta, redactada por el funcionario que tiene por objeto dejar constancia del acto.

## Clasificación
distinguimos las siguientes clases:
- Diligencias de ordenación: Son las que dan a los autos el curso ordenado por la ley e impulsan formalmente el procedimiento.
- Diligencias de ejecución: Son las que se redactan en los procedimientos de ejecución basados en títulos judiciales o no judiciales pero con fuerza ejecutiva. De entre las más importantes destacan la diligencia de requerimiento, diligencia de embargo, la diligencia de lanzamiento y la diligencia de deslinde y amojonamiento.
- Diligencias de comunicación: Son las que tienen por objeto dejar constancia de la realización de un acto de comunicación procesal. Según su contenido reciben el nombre de diligencia de citación, diligencia de notificación y diligencia de emplazamiento.
- Diligencia de instrucción: Son las que se redactan durante la fase de instrucción de las causas penales. Las más conocidas son la diligencia de inspección ocular, de levantamiento de cadáver, de reconocimiento en rueda, de entrada y registro en lugar cerrado, de declaraciones testificales y de reconstrucción de los hechos.
- Diligencias de constancia: Son competencia del secretario judicial (actualmente letrado de la administración de justicia) y sirven para comunicación o ejecución a los efectos de reflejar en los autos hechos o actos con transcendencia procesal.